# Fites de pedra al carrer Monturiol
Les fites de pedra al carrer Monturiol són una obra del municipi de Santa Coloma de Cervelló (Baix Llobregat) inclosa en l'Inventari del Patrimoni Arquitectònic de Catalunya.

## Descripció
Es tracta de fites de pedra de tipus troncocònic que marcaven els límits de la colònia. Actualment se'n conserven només dos al carrer Monturiol, de les moltes que hi hagué per tot el perímetre exterior de la urbanització, presumiblement en els carrers més importants. Porten gravades les inicials E. G. (Eusebi Güell) en grans dimensions a la zona superior.

## Història
Aquestes fites es deurien instal·lar per assenyalar els límits o les entrades de la Colònia Güell durant la seva construcció. Només se'n conserven les dues del carrer Monturiol, aquest dona directament al carrer Ferran Alsina que va fins a la Torre d'Aigües i la Masia Güell, fet que el converteix quasi en un camí privat i, per tant, menys susceptible de millores, ampliacions o asfaltats que poguessin malmetre els trets originals.